# Самолетоносач
Самолетоносач е клас военни кораби, основната ударна сила на които е палубната авиация.
Самолетоносачът разполага с полетна палуба и други средства за обезпечаване излитането и кацането на самолети от различен клас, разполага с хангари за съхранение, технически средства за техническо обслужване и ремонт на авиотехниката, средства за управление и обезпечаване на полетите.
Начело със самолетоносачите, военни кораби формират ударни групи, които осигуряват бърза концентрация на военна сила, в която и да е точка на Световния океан.

## История
Развитието на авиацията в началото на XX век кара военноморските ведомства на някои от промишлено развитите страни да обърнат внимание на възможността да се използват самолети в морското военно дело. Първоначално самолетите били използвани предимно за разузнаване, но скоро военните съзират възможността за използването им като бомбардировачи и торпедоносци.
Първото излитане от палуба е извършено на 14 ноември 1910 година от американеца Юджин Б. Ели, от борда на лекия крайцер „Бирмингам“ (USS Birmingham, CL-2). Това става възможно благодарение на изградената специална платформа за излитане на носа на кораба. Два месеца по-късно на 18 януари 1911 година Юджин Б. Ели извършва първото кацане върху неподвижен кораб – бронирания крайцер „Пенсилвания“ (USS Pennsylvania, ACR-4), благодарение на импровизирана система от пясъчни торби и въжета, пряк предшественик на съвременните спирачни системи.
Първият истински самолетоносач е британският „Арк Роял“ (HMS Ark Royal), който е приет на въоръжение през 1915 година. Той участва в Първата световна война и провежда бомбардировки над османските позиции.
През 1917 година е създаден първият самолетоносач с плоска палуба. Той отново е дело на британците, нарича се „Аргус“ и е създаден след преустройване на италианския пътнически лайнер „Conte Rosso“.
Скоро американците последват примера и преустройват транспортен кораб, добавяйки му плоска палуба и наименувайки го „Ленгли“.
Най-екстравагантно е преоборудването на британския лек крайцер „Furious“, който по предназначение трябвало да носи две 457-мм оръдия, разположени в кули, но още в самото начало на строежа предната кула е заменена с полетна палуба. Получава се хибрид, който впоследствие се оказва неудачен и по-късно е преустроен изцяло в самолетоносач.
В ранните години на развитие на този тип военна техника са използвани и хидроплани. Самолетоносачите можели да обезпечат излитането, но кацането било невъзможно. Затова тези самолетоносачи били снабдени с кранове, които вдигали хидропланите на борда.

### Самолетоносачите през Първата световна война
По време на Първата световна война и в течение на няколко години след края на войната, са преустроени няколко различни военни кораби в самолетоносачи, например линейните крайцери „Корейджъс“, „Глориъс“ и „Фюриъс“ и линкорът „Алмиранте Кохрейн“ в Кралския военноморски флот на Великобритания, линейният кораб „Беарн“ във ВМС на Франция, линейният крайцер „Лексингтън“ във ВМС на САЩ, крайцерът „Акаги“ и линкорът „Кага“ в Императорския флот на Япония.

### Първият атомен самолетоносач
Първият атомен самолетоносач е „Ентърпрайз“. Той има ядрени двигатели и използва като гориво обогатен уран. Така той може да издържи 13 години до следващото презареждане.

## Предназначение
В наши дни самолетоносачите са най-големите военни кораби от всички построени. Съвременният самолетоносач има на борда няколко десетки самолети, в числото на които могат да влизат изтребители, атакуващи самолети, прехващачи, самолети за далечно радарно наблюдение и управление, самолети за борба с подводници, разузнавателни и самолети за радиоелектронна борба. Заедно с тях, самолетоносачите разполагат с група вертолети, които представляват сами по себе си спасителни, разузнавателни, за борба с подводници и транспортни машини.
Съвременният самолетоносач има мощна енергетична установка, огромен запас от авиационно гориво и въоръжение, което от своя страна позволява значително време за действия, далеч от своите брегове.
Задачите, които следва да изпълнява самолетоносачът, са следните: противовъздушна отбрана на морските съединения в поход, противоподводна отбрана на морските съединения, въздушна поддръжка на сухопътните войски в крайбрежната зона, унищожаване на противовъздушната отбрана (ПВО) на противника, обезпечение на завоюваното въздушно превъзходство в определен район, унищожаване на военноморските части на противника.

## Класификация
Съвременните самолетоносачи могат да бъдат разделени условно на три категории по отношение на своите размери и бойни способности.

### Леките самолетоносачи
Леките самолетоносачи разполагат с авиогрупи, съставени основно от вертолети, като единствените самолети, които могат да оперират от борда им, са тези със съкратено излитане и вертикално кацане от типа на Хариър. По тази причина в англоезичната литература понякога те са назовавани и като „Harrier carrier“ или „носител на Хариъри“. Теоретично такъв тип самолетоносач може да оперира и с конвертипланите тип Оспри, но към момента никой от леките самолетоносачи не е адаптиран за тяхната експлоатация. Универсалните десантни кораби на ВМС на САЩ са със сходни с леките самолетоносачи размери и способности и MV-22 „Оспри“ оперират от полетните им палуби, но все пак формално това не са самолетоносачи. Пълното водоизместване в бойна конфигурация на корабите от този тип по правило не надвишава 32 000 тона. Двата строящи се кораба от клас „Куийн Елизабет“ на Кралските ВМС на Великобритания имат пълно водоизместване, доближаващо се до 70 000 и висши британски военноморски офицери дори ги определят като „суперсамолетоносачи“, но особеностите на тяхната конструкция ограничават авиогрупите им също до вертикално кацащи изтребители от тип F-35B, което всъщност ги лишава от основната характеристика на суперсамолетоносачите – бойни и спомагателни самолети с конвенционално излитане и кацане. Своеобразни хибриди в тази категория кораби са американските универсални десантни кораби от тип LHA и LHD и испанските тип BPE (със своите експортни образци – два за Кралските австралийски ВМС и един за ВМС на Турция). Тези кораби разполагат както със свободна полетна палуба и авиационна хангарна палуба (характерни за леките авионосци), така и с амфибиен десантен док. По тази причина те могат да се използват както като леки самолетоносачи, така и като десантни кораби. От всички тях обаче единствено испанският кораб L61 „Хуан Карлос I“ е предвиден да изпълнява основно ролята на лек самолетоносач (турските ВМС, поръчали негова експортна модификация, проучват тази възможност).
Към този клас кораби в активна експлоатация се намират:
- C550 „Cavour“ – флагман на италианските ВМС
- C551 „Garibaldi“ – предишния флагман на италианските ВМС (използван основно като десантен вертолетоносач)
- L61 „Juan Carlos I“ – флагман на испанските ВМС
- 911 „Chakri Naruebet“ – флагман на Кралските тайландски ВМС (използван основно като охранителен вертолетоносач)

Като могат също да бъдат съотнесени и:
- двата японски вертолетоносача от клас „Хюга“ и особено двата планирани вертолетоносача от клас „Изумо“
- двата южнокорейски универсални десантни кораба от клас „Докдо“ и особено двата планирани леки самолетоносача
- трите френски универсални десантни кораба от клас „Мистрал“ и двата кораба от експортния вариант за ВМС на Египет (от пропадналата руска поръчка за клас „Владивосток“)

Макар че за да могат да бъдат използвани като леки самолетоносачи, изброените кораби се нуждаят от доработка на летателната палуба за високите температурни натоварвания от двигателите на вертикално-кацащи самолети.
- универсалните десантни кораби от тип LHA и LHD (класовете „Тарауа“, „Есекс“ и „Америка“) разполагат с такива полетни палуби и теоретично могат да бъдат използвани като леки самолетоносачи (дори по водоизместване със своите 40 000 – 50 000 тона се причисляват в средната категория, но по бойни възможности отговарят на леки самолетоносачи), но за разлика от тях основното им предназначение не е контролът на морските комуникации, а амфибийните десантни операции и освен това те не разполагат с полетни трамплини, което силно ограничава бойното натоварване на самолетите „Хариър“, които са базирани на борда.
- Повечето пилоти са управлявали с мъже, а някои жени карат танкове.

### Средни самолетоносачи
Средните самолетоносачи заемат междинно място между леките и суперсамолетоносачите, както по отношение на водоизместване, така и по отношение на бойни възможности. Те разполагат с някои от характеристиките на суперсамолетоносачите, но все пак далеч им отстъпват по боен потенциал. В този клас кораби се числят:
- с парни стартови катапулти:
  - R91 „Шарл дьо Гол“ – флагман на френските ВМС, единствен атомен самолетоносач извън САЩ
  - А12 „Сао Пауло“ – флагман на бразилските ВМС, старият бивш френски самолетоносач R99 „Фош“
- със стартови трамплини:
  - 063 „Адмирал флота Советского союза Кузнецов“ – флагман на руския Северен флот
  - 16 „Ляонин“ – еднотипен с „Кузнецов“, но закупен недостроен и завършен по китайски разработки, флагман на китайските ВМС на НОАК
  - R33 „Викрамадитя“ – бивш руски „Адмирал флота Советского союза Горшков“, модернизиран и сходен с „Кузнецов“, флагман на индийските ВМС
- в строеж (със стартови трамплини)
  - самолетоносач „Куийн Елизабет“, лидерен за класа, бъдещ флагман на Кралските ВМС на Великобритания
  - самолетоносач „Принс ъф Уейлс“, клас „Куийн Елизабет“ за Кралските ВМС на Великобритания
  - самолетоносач „Викрант“, в строеж за индийските ВМС, ще замени излизащия от въоръжение през 2016 г. стар R22 „Вираат“ (бивш британски „Хермес“)
  - неизвестен самолетоносач за китайските ВМС на НОАК, предполагаемо подобен на първия китайски самолетоносач „Ляонин“
  - От генерал Христо Чакински

### Тежки (Суперсамолетоносачи)
Суперсамолетоносачите са най-тежките бойни кораби в историята на военноморското дело. Единствената държава, която разполага с кораби от този клас, са Съединените щати. По правило това са кораби с бойно водоизместване над 70 000 тона, като повечето от тях са с атомна силова установка (по два атомни реактора). За разлика от основните надводни бойни единици, като крайцерите, разрушителите и фрегатите, които разполагат със свое ударно въоръжение, самолетоносачите разполагат единствено с ракетно и артилерийско въоръжение за самозащита от противо-корабни ракети и авиобомби. Тяхно ударно средство са изтребителите на борда. Основен ограничаващ фактор е, че бойните способности на изтребителите са пропорционални на тяхната излетна маса, но разполагането и оперирането на самолети на борда на кораб създава много по-големи технически трудности, в сравнение с оперирането от конвенционални авиобази, разположени на сушата. По-голямата излетна маса на самолетите води до по-голяма маса на самолетоносачите. Това от своя страна води до много по-големи логистични нужди, по-силно охранение, защото големите самолетоносачи са по-ограничени в движението си в Световния океан и представляват по-големи и забележими цели, както и много по-големи военноморски бази, в които да се базират авионосните ударни групи.
Eдинствената държава, чийто военен бюджет е позволявал оперирането със суперсамолетоносачи, са Съединените американски щати. Съветският съюз проектира и започва строителството на кораб от този клас („Ульяновск“), но задълбочилата се тежка икономическа криза и настъпилият разпад на Съюза преди завършването му, осуетяват приемането му на въоръжение и корабът е изоставен. Така ВМС на Съединените щати остават единствен оператор на този клас кораби, а Китай и Индия разработват проекти за такива кораби, които би трябвало да постъпят на въоръжение през 2030-те години.
Основната характеристика, около която са проектирани корабите от този клас, е необходимостта за опериране със самолети с високи бойни възможности, които да не отстъпват на тактическата бойна авиация, оперираща от бази на сушата. За целта задължителен компонент са катапултите за изстрелване на самолетите, придаващи им необходимата за излитане скорост над сривната. Тези катапулти оперират на принципа на парното бутало (парни катапулти), а авангардно нововъведение, което да ги замести, са т.нар. EMALS-катапулти, действащи на принципа на електро-магнитните линейни двигатели. Общото за работата и на двете системи е необходимостта от големи количества електрическа енергия, което прави атомните реактори далеч предпочитани за този клас кораби пред конвенционалните силови установки. Атомната енергия води и други големи предимства, като свободата на движение (тъй като е необходимо презареждане на реакторите с гориво веднъж на четири – пет години, но все пак корабите от охранението им се нуждаят с дозареждане с гориво през няколко дни, което донякъде ограничава операциите на АУГ). Кораб с атомна енергетична установка има много по-добра защита от оръжия за масово поразяване. Освен това голямото водоизместване на тези самолетоносачи ги прави по-устойчиви на вълнението на водните маси, което е особено проблемно за авиационните операции на по-малките кораби. Така суперсамолетоносач е кораб, притежаващ следните характеристики:
- водоизместване над 70 000 тона
- авиокрило, включващо самолети с високи бойни характеристики – както изтребители с максимална излетна маса над 25 000 кг, така и самолети за далечно радиолокационно откриване и управление, снабдяване, дозареждане с гориво във въздуха, противолодъчна отбрана.
- излетни катапулти за изстрелването на тези самолети
- аерофинишьори (спирачни кабели), за които се прицепват спирачните куки на самолетите и така машините кацат безопасно в рамките на
- ъгловата палуба за кацане, позволяваща едновременното изстрелване на самолети за мисии и кацането на борда на самолети, връщащи се от мисии. Тъй като разчетите на гориво на борда на машините в палубната авиация е от особено голямо значение (дори по-голямо в сравнение със сухоземната авиация), като правило самолетите се връщат за кацане на самолетоносача с минимален горивен остатък, достатъчен за пет до десет минути полетно време. Така при неуспешен заход за кацане полетът по кръга за повторен опит отнема не по-малко от 3 – 4 минути и самолетът има нужда от дозареждане с гориво.

Самолетоносачите от среден клас разполагат с някои от тези характеристики, но суперсамолетоносачите разполагат с цялата им съвкупност. В редовна експлоатация днес са:
- десетте кораба от клас „Нимиц“ на ВМС на САЩ, а в процес на строителство и приемане на въоръжение са:
- корабите от клас „Форд“, също на ВМС на САЩ.

## Стойност и разходи по поддръжка
Стойността на модерен самолетоносач с ядрена двигателна установка е приблизително 4 милиарда щатски долара.
Месечните разходи по поддръжката на самолетоносача надвишават 10 милиона щ.д. (без разходите за персонала). Тази висока себестойност и високи разходи ограничават до 9 страните, които разполагат със самолетоносачи:
- Бразилия (1)
- Великобритания (1)
- Индия (1)
- Испания (1)
- Италия (2)
- Русия (1)
- САЩ (20)[1]
- Тайланд (1)
- Франция (4)
- Китай строи от (2006 година тежък самолетоносач крайцер „Варяг“, който се намира на инспекция и ремонт в сух док, във военноморската база в град Далиен. Плановете на Народно-освободителната армия на Китай за самолетоносача са неопределени. Анализатори обсъждат редица възможности: да се приеме на въоръжение и да се използва по предназначение, да се използва за тренировъчна база, както и използването му за плаващ парк за развлечения[2]. Първото пробно плаване е извършено на 10.08.2011 г. и е с продължителност 5 дни.

## Технически характеристики
Корпусът на типичния самолетоносач има дължина от 210 до 333 метра. Корпусът е изработен от стомана, като дебелината на стените в съчетание с водонепроницаемите отделения осигуряват здравината на корпуса. За осигуряване на достатъчна ширина и дължина на самолетната палуба, както и за осигуряване на хангари, складови помещения за машините и боеприпаси, корпусът над ватерлинията се разширява значително, придавайки на кораба характерния облик.
Под полетната палуба се намират хангарите, където се съхраняват и ремонтират самолетите и хеликоптерите. Транспортирането на машините към летателната палуба става с помощта на специални асансьори, които на големите самолетоносачи могат да бъдат четири. Под хангарите са разположени машинните и други служебни отделения. За осигуряване на достатъчно място за полетната палуба, командният мостик, антените и радарните установки са разположени на така наречения „остров“ – единственото издигнато място над самолетоносача. „Островът“ по правило е разположен на десния борд. Много от оборудването е разположено под линията на палубата. За увеличаването на количеството на летателните машини, много от машините се съхраняват директно на палубата.

### Полетна палуба

#### Плоска полетна палуба
Такава по вид палуба е характерна за повечето модерни самолетоносачи, снабдени със Система за ускорено излитане, като изключение прави руският самолетоносач „Адмирал Кузнецов“, който няма паров катапулт. Предвид това че дължината на палубата не е достатъчна за развиване на достатъчна скорост за излитане, се използва паров катапулт. За да осигурят излитането на големи групи самолети в кратък срок, самолетоносачите могат да имат до четири ускорителни устройства. За защита на персонала и техниката, при излитане зад машините се издига специален отражателен щит, който издига топлината от двигателите нагоре.
При кацане на този вид палуба се използва специална спирачна система, която разполага с няколко на брой стоманени въжета, които са свързани под палубата със специални противотежести, които поемат динамиката от машината при кацане. При кацане пилотите спускат на самолетите специални „куки“, които се захващат за въжетата и така спират за много кратко време. Въжетата са разположени така, че ако самолетът пропусне първото въже, да се закачи на второто, третото и т.н. Особеното при този вид кацане е, че преди кацане пилотите привеждат двигателите в режим на форсаж, което е необходимо за осигуряването на възможността за повторно излитане при пропускане на въжетата. Затова и излетната и пистата за кацане са разположени под различен ъгъл.
Този тип палуба е характерен за самолетоносачите на САЩ, Франция и Бразилия.

#### Полетна палуба с трамплин
Този тип излетна палуба е характерен за самолетоносачи, въоръжени със самолети с вертикално излитане и кацане. За увеличаване на стартовата маса на машините при този тип самолетоносачи, те излитат след кратък пробег. При това положение се икономисва гориво, което се изразходва при вертикалното излитане и дава възможност за носене на по-голямо количество полезен товар (въоръжение, гориво). Предвид това самата скорост при излитане на самолетите е сравнително ниска. На палубите на самолетоносачите, въоръжени със самолети „Хариър“, няма каквито и да е приспособления за спиране на самолетите при кацане. Пистата за излитане и кацане е само една.
Този вид излетна палуба е характерен за самолетоносачите, произведени във Великобритания, Китай, Индия, Италия, Испания и Русия. Характерна особеност на самолетоносачите, произведени по проекти за СССР, някои британски и индийски кораби, е използването на „трамплин“ в края на хоризонтална писта за излитане. В такъв режим могат да летят самолети от вида – Су-33, МиГ-29К, F-35, Hawker Siddeley Harrier и други.
За защита на пистата от изгорелите газове и форсажната струя при вертикално излитане, палубата е покрита със специално покритие.

### Силова установка
10 действащи самолетоносачи (САЩ – 9, Франция – 1) използват в качеството на основна силова установка охлаждани с вода ядрени реактори, което им дава възможност за почти неограничено плаване. Освен това използваните от самолетоносачите ядрени установки дават възможност да се увеличи полезната площ на кораба и да се намали водоизместването на съда. Също така според американски източници се намаляват многократно разходите за всекидневна експлоатация.
Важно е да се отбележи, че използването на ядрена установка дава възможност на самолетоносачите да се движат в продължение на огромни разстояния с близка до максималната скорост от 29 – 32 възела (приблизително 55 – 60 км/ч), нещо което е недостъпно за кораби с обикновено дизел-електрическо задвижване.

## Бойно използване
Бойното използване на тази бойна единица претърпява сериозно развитие през годините. Тези промени са продиктувани главно поради факта, че през втората половина на ХХ и началото на XXI век се водят предимно локални войни. Влияние оказва и политиката, водена от страните, които притежават самолетоносачи. Във военните конфликти в Куба, Виетнам, бивша Югославия и в Персийския залив, самолетоносачите действат в състава на бойни групи, включващи няколко самолетоносача или самолетоносни крайцери, съпровождащи кораби и обслужващи такива.
Въпреки това целта на самолетоносачите не се променя, те се използват за подкрепа на наземните части, атаки на обекти в крайбрежието или близки до него територии, както и за атака на цели с крилати ракети.